# Cantel
Cantel – miasto w Gwatemali, w departamencie Quetzaltenango, położone około 18 km na wschód od stolicy departamentu miasta Quetzaltenango. Miasto leży w szerokiej kotlinie w górach Sierra Madre de Chiapas, na wysokości 2317 m n.p.m.  Według danych szacunkowych w 2012 roku liczba ludności miejscowości wyniosła 21 531 mieszkańców. Przemysł spożywczy, włókienniczy.

## Gmina Cantel
Jest siedzibą władz gminy o tej samej nazwie, która w 2012 roku liczyła 42 525 mieszkańców.
Gmina jak na warunki Gwatemali jest bardzo mała, a jej powierzchnia obejmuje zaledwie 28 km². Gmina ma charakter rolniczy, a głównymi uprawami są kukurydza, fasola i bób.